# Empicoris culiciformis

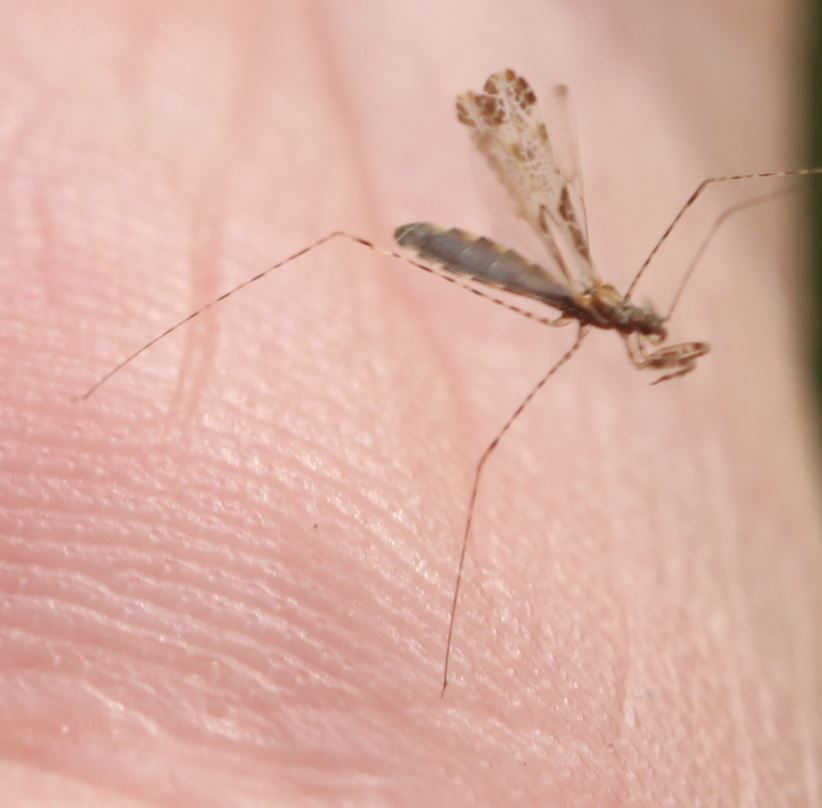
Empicoris culiciformis mit gespreizten Flügeln

Empicoris culiciformis, auch Stechmückenartige Mückenraubwanze genannt, ist eine Wanzenart aus der Familie der Raubwanzen (Reduviidae).

## Merkmale
Die mückenähnlichen Wanzen werden 4,0 bis 5,2 Millimeter lang. Sie besitzen ein gekrümmtes Rostrum. Die Vorderbeine fungieren als Fangarme und werden nicht zur Fortbewegung genutzt. Dadurch erscheint die Wanze vierbeinig. Neben Empicoris culiciformis kommen in Mitteleuropa noch die größere Empicoris-Art E. vagabundus sowie die etwas kleinere Art E. baerensprungi vor.
Beine und Fühler sind schwarz-weiß geringelt. Im Gegensatz zu E. vagabundus, die schmale schwarze Ringe besitzt, sind die weißen und schwarzen Ringe bei Empicoris culiciformis ungefähr gleich lang. Von E. baerensprungi unterscheidet sich die Art aufgrund des Fehlens eines Dorns auf dem Scutellum. Das Connexivum von Empicoris culiciformis ist hell-dunkel gemustert.

## Verbreitung
Empicoris culiciformis ist in Europa weit verbreitet und nicht selten. Im Süden reicht ihr Verbreitungsgebiet bis nach Nordafrika, im Osten bis nach Zentralasien. In Nordamerika wurde die Art eingeschleppt.

## Lebensweise
Empicoris culiciformis findet man häufig an Gebäudewänden, an Fenstersimsen und auf Dachböden. Seltener sind Freilandfunde in Baumhöhlen, unter loser Borke oder in Vogelnestern. Die Wanzen jagen Staubläuse (Psocoptera), Mücken, Käferlarven und andere Kleininsekten. Die meisten Freilandfunde liegen in den Frühjahrsmonaten Mai und Juni. In Mitteleuropa überwintern vermutlich überwiegend die Imagines.